# Julius Hemphill
Julius Arthur Hemphill (Fort Worth, 24 gennaio 1938 – New York, 2 aprile 1995) è stato un sassofonista e compositore statunitense.

## Discografia parziale
- Dogon A.D. (Mbari, 1972)
- Coon Bid'ness (Arista/Freedom, 1975)
- Blue Boyé (Mbari, 1977)
- Roi Boyé & the Gotham Minstrels (Sackville, 1977)
- Raw Materials and Residuals (Black Saint, 1978)
- Buster Bee (Sackville, 1978) con Oliver Lake
- Live in New York (Red Record, 1978) con Abdul Wadud
- Flat-Out Jump Suite (Black Saint, 1980)
- Georgia Blue (Minor Music, 1984)
- Julius Hemphill Big Band (Elektra Musician, 1988)
- Fat Man and the Hard Blues (Black Saint, 1991)
- Live from the New Music Cafe (Music & Arts, 1992)
- Oakland Duets (Music & Arts, 1992) con Abdul Wadud
- Five Chord Stud (Black Saint, 1993)
- Chile New York (Black Saint, 1998)
- Live at Kassiopeia (NoBusiness, 2011) con Peter Kowald
- The Boyé Multi-National Crusade for Harmony (New World, 2021)